# Searching for a Former Clarity
Searching for a Former Clarity è il terzo album della punk band statunitense Against Me!

## Tracce
1. Miami
2. Mediocrity Gets You Pears (The Shaker)
3. Justin
4. Unprotected Sex With Multiple Partners
5. From Her Lips To God's Ears (The Energizer)
6. Violence
7. Pretty Girls (The Mover)
8. How Low
9. Joy
10. Holy Shit!
11. Even At Our Worst We're Still Better Than Most (The Roller)
12. Problems
13. Don't Lose Touch

## Formazione
- Tom Gabel - voce
- James Bowman - chitarra
- Andrew Seward - basso
- Warren Oakes - batteria